# Encyclopædia Britannica
De Encyclopædia Britannica is een Engelstalige algemene encyclopedie, geschreven door honderd voltijds redacteuren en meer dan vierduizend freelance auteurs. Het is de oudste Engelstalige encyclopedie die nog steeds in productie is. De eerste editie in drie delen verscheen tussen 1768 en 1771; de vijftiende editie, herzien in 2010, was de laatste die in druk verscheen en telde 32 delen met in totaal meer dan 32.000 bladzijden. De artikelen in de Encyclopædia Britannica worden beschouwd als accuraat, betrouwbaar en goed geschreven.
De Encyclopædia Britannica verscheen voor het eerst in de tweede helft van de 18e eeuw in Edinburgh, de periode van de Schotse verlichting. In vergelijking met de Franstalige Encyclopédie echter, die gezien werd als een boegbeeld van de Franse verlichting, was de Encyclopædia Britannica ronduit conservatief. Latere edities werden traditioneel opgedragen aan het regerende staatshoofd.
In de jaren 70 van de 19e eeuw werd de Encyclopædia Britannica voor het eerst uitgegeven vanuit Londen. De krant The Times was de uitgever. De elfde editie werd uitgegeven door de Universiteit van Cambridge. Na deze elfde editie werden de rechten verkocht aan Sears Roebuck en verhuisde de Encyclopædia Britannica naar Chicago, Illinois. Roebuck schonk de rechten in 1941 aan de Universiteit van Chicago. In 1996 werden de rechten gekocht door de Zwitserse miljardair Jacqui Safra.
Het merk "Britannica" is nu in handen van het bedrijf Encyclopædia Britannica Inc. De meest complete versie van de Encyclopædia Britannica bevat ongeveer 120.000 artikelen met 44 miljoen woorden. De papieren uitgave bevat 32 delen met 65.000 artikelen. Op internet kunnen korte samenvattingen gratis worden ingezien en krijgt men tegen betaling toegang tot alle artikelen. Ook bestaan cd-rom- en dvd-variant met beide ongeveer 100.000 artikelen.
Aan de laatste versie van de Encyclopædia Britannica hebben meer dan 4000 mensen bijgedragen, onder wie erkende wetenschappers als Milton Friedman, Carl Sagan en Michael DeBakey.
Sinds 1997 is Dale Hoiberg hoofdredacteur. Tussen 1992 en 1997 werd deze functie bekleed door Robert McHenry.

## Geschiedenis van de edities

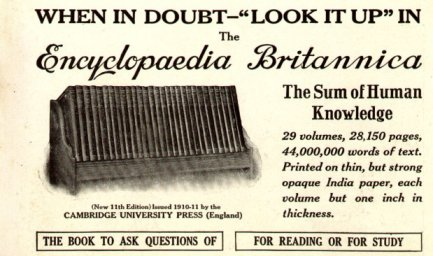
Oude advertentie voor de Encyclopædia Britannica (1913)

Van de oorspronkelijke driedelige editie uit 1768 heeft de uitgever een replica op de markt gebracht, een verzamelobject dat als een tijdcapsule de toenmalige stand van zaken van wetenschappelijke kennis presenteert.
De Encyclopædia Britannica Eleventh Edition (1910-1911) is misschien wel de beroemdste editie van de Encyclopædia Britannica. Aan deze editie werkten tal van bekende geleerden en prominente figuren van die tijd mee, zoals Thomas Huxley en Bertrand Russell. Deze 'Eleventh' markeerde ook het begin van de transitie van de Britse naar de Amerikaanse uitgever. Een 16-tal kaarten uit de 9e editie van de Stielers Handatlas werden voor deze editie gebruikt.
| Editie | Gepubliceerd              | Omvang            |
| ------ | ------------------------- | ----------------- |
| 1e     | 1768–1771                 | 3 delen           |
| 2e     | 1777–1784                 | 10 delen          |
| 3e     | 1788–1797, 1801 sup.      | 18 delen + 2 sup. |
| 4e     | 1801–1809                 | 20 delen          |
| 5e     | 1815                      | 20 delen          |
| 6e     | 1820–1823, 1815–1824 sup. | 20 delen + 2 sup. |
| 7e     | 1830–1842                 | 21 delen          |
| 8e     | 1852–1860                 | 21 delen + index  |
| 9e     | 1870–1890                 | 24 delen + index  |
| 10e    | 1902–1903                 | 9e ed. + 9 sup.   |
| 11e    | 1910–1911                 | 29 delen          |
| 12e    | 1921–1922                 | 11e ed. + 3 sup.  |
| 13e    | 1926                      | 11e ed.+ 6 sup.   |
| 14e    | 1929–1973                 | 24 delen          |
| 15e    | 1974–1984                 | 30 delen          |
| 15e    | 1982–                     | 30 delen          |

De 15e editie (The new Encyclopaedia Britannica, 1974) heeft een driedelige structuur: een 10-delige 'Micropædia' met korte artikelen (meestal minder dan 750 woorden), een 19-delige 'Macropædia' met lange artikelen (twee tot 310 pagina’s) en een enkel 'Propædia'-volume om een hiërarchische overzicht van kennis te geven.
Britannica Junior werd voor het eerst gepubliceerd in 1934 in 12 delen. Het werd in 1947 uitgebreid tot 15 delen en in 1963 omgedoopt tot Britannica Junior Encyclopædia. Het werd van de markt gehaald na de druk van 1984. In 1960 werd in Londen een Children's Britannica uitgegeven, onder redactie van John Armitage. In 1961 werd een 16-delige Young Children's Encyclopaedia uitgegeven voor kinderen die net leren lezen. My First Britannica is bedoeld voor kinderen van zes tot twaalf jaar en de Britannica Discovery Library is voor kinderen van drie tot zes jaar (uitgegeven van 1974 tot 1991). In 2020 bracht Encyclopædia Britannica, Inc. de Britannica All New Children's Encyclopedia: What We Know and What We Don't uit, een encyclopedie die voornamelijk gericht is op jongere lezers en die belangrijke onderwerpen behandelt.
De eerste cd-romversie kwam uit in 1994. Rond die tijd kwam ook een eerste versie op internet ter beschikking. Deze werd in 1999 tijdelijk gratis. Vanaf 2001 moest voor de internetversie weer betaald worden en verscheen opnieuw een papieren versie van de encyclopedie.
De uitgave van 2010 was echter de laatste die in boekvorm verscheen. Encyclopaedia Britannica Inc. deelde op 13 maart 2012 mee dat er geen nieuwe papieren versie meer zal uitkomen. De laatste uitgave blijft in de verkoop zolang de voorraad strekt. De digitale versie van de encyclopedie zal wel worden voortgezet.
Sinds 1938 publiceert Encyclopædia Britannica, Inc. jaarlijks een Britannica book of the year ..., a record of the march of events of ... over de gebeurtenissen van het afgelopen jaar.

## Vergelijking met Wikipedia
In december 2005 publiceerde het wetenschappelijk tijdschrift Nature de resultaten van een steekproef uit 42 natuurwetenschappelijke artikelen uit zowel de Encyclopædia Britannica als de Engelstalige versie van Wikipedia. Onafhankelijke beoordelaars vonden in de Britannica-artikelen 123 fouten en in de Engelstalige Wikipedia-artikelen 162, waarvan 4 grote fouten bij beide. Het tijdschrift concludeerde hieruit dat Wikipedia in de buurt kwam van de Encyclopædia Britannica wat betreft de nauwkeurigheid van de natuurwetenschappelijke artikelen.
Enkele maanden later kwam Britannica met een bericht dat Nature fouten zou hebben gemaakt bij deze vergelijking door de beoordelaars slechts gedeelten van artikelen te geven, of teksten die niet uit de eigenlijke Britannica afkomstig waren. Britannica eiste het volledig intrekken van het artikel, wat Nature weigerde. Nature verklaarde dat zelfs als de beoordelaars fouten hadden gemaakt, er geen reden was om aan te nemen dat dat niet ongeveer gelijke gevolgen zou hebben voor de Wikipedia-artikelen als voor de Britannica-artikelen. De reactie van Jorge Cauz, voorzitter van de Encyclopædia Britannica, was dat Wikipedia nog steeds een derde meer fouten bevatte dan de Britannica. Hoofdredacteur Dale Hoiberg van Encyclopædia Britannica sprak zijn bezorgdheid erover uit dat Nature geen verdere specificatie had kunnen geven van de 'problemen' die men in de Britannica had gevonden, of van hoeveel fouten, omissies of foute voorstellingen er, apart geteld, precies gevonden waren. De uitgevers betreurden dit omdat ze de zaak graag verder wilden onderzoeken om de encyclopedie nog te verbeteren.

## Webster's Dictionary
In 1964 nam Encyclopædia Britannica Merriam-Webster over, de uitgever van de Webster's dictionaries. Webster's Dictionary gaat terug tot 1828.